# Chiyonofuji Mitsugu
Chiyonofuji Mitsugu (Hokkaido, Japó, 1 de juny de 1955; Tòquio, 31 de juliol de 2016) fou un ex lluitador de sumo i 58é yokozuna d'aquest esport. Tercer màxim campió de la història del sumo. Des de 1991 a la seua mort fou l'entrenador en cap de l'estable (escola de sumo) de Kokonoe.

## Biografia
Chiyonofuji Mitsugu, de nom real Mitsugu Akimoto, "Wolf" (llop) de malnom, va néixer a Hokkaido. Va néixer a Fukushima, un poble al Districte Matsumae de Hokkaidō, al nord del Japó.
Era un fill d'un pescador. A l'escola es va destacar en atletisme, sobretot a la carrera.
Va ser descobert a l'edat de 15 pel cap de l'estable de Kokonoe, Chiyonoyama, qui havia servit com el 41é yokozuna i era del mateix poble de Fukushima.
Començà la seva carrera al setembre de 1970, en un esport en què el pes és de gran importància, malgrat que ell pesava al voltant de 120 kg. Va ser el més lleuger yokozuna des de Tochinoumi en la dècada de 1960.
Va aconseguir la segona divisió més alta de jūryō al novembre de 1974 i va ser ascendit a la divisió superior de makuuchi al setembre de 1975. No obstant això, va durar només un torneig abans de ser degradat novament, per patir una serie de lesions recurrents de dislocació del muscle.
El 1981 va presentar-se al torneig de Nagoya amb la categoria d’ozeki, la segona per nivell. Com que va guanyar el torneig, va ser promocionat a yokozuna, el major rang dels lluitadors de sumo.
Chiyonofuji va ser un dels majors yokozuna dels últims temps, guanyant 31 campionats del torneig per darrere de Hakuho (37 títols) i Taiho (32 títols).
Va ser particularment notable per la seva longevitat en el més alt del rànquing, que va ocupar durant un període de deu anys a partir del 1981 al 1991.
Guanyà més tornejos en la trentena que qualsevol altre lluitador i es va retirar amb trenta sis anys a diferencia amb yokozunes més recents, que han tendit a retirar-se al voltant de la trentena.
Cal destacar en la seua carrera el haver aconseguit guanyar 53 combats seguits -la tercera major ratxa registrada des de 1926-, fita que va tenir lloc durant el torneig de Kyushu el novembre de 1988, i haver-se convertit en el primer lluitador a guanyar 1.000 combats el 1990.
El 1991, any del seu retir, Chiyonofuji havia assolit 1.045 victòries en la seva carrera professional, marca no superada encara fins al 2009.  El seu rècord de 807 victòries en la divisió Makuuchi durà durant 19 anys,  fins que Kai la va millorar el gener de 2010.
La tècnica característica de Chiyonofuji va ser el uwatenage, o llançament per sobre del braç.
Se li alçà una estàtua que es situà als recintes del temple Gyokurinji, districte de Yanaka.

## Historial esportiu
| Año (Honbasho) | Hatsu Basho (enero) (ciudad de Tokio) | Haru Basho (marzo) (ciudad de Osaka) | Natsu Basho (mayo) (ciudad de Tokio) | Nagoya Basho (julio) (ciudad de Nagoya) | Aki Basho (septiembre) (ciudad de Tokio) | Kyushu Basho (noviembre) (ciudad de Fukuoka) | Victorias / Derrotas / Ausencias |
| 1970           | ─                                     | ─                                    | ─                                    | ─                                       | Maezumo Hatsu Dohyō 0 - 0                | Jonokuchi 10 Este 5 - 2                      | 5 - 2                            |
| 1971           | Jonidan 57 Este 4 - 3                 | Jonidan 38 Oeste 4 - 3               | Jonidan 19 Oeste 4 - 3               | Jonidan 5 Oeste 3 - 4                   | Jonidan 25 MOeste 5 - 2                  | Sandanme 61 Este 0 - 0 - 7                   | 20 - 15 - 7                      |
| 1972           | Jonidan 19 Oeste 5 - 2                | Sandanme 60 Oeste 5 - 2              | Sandanme 31 Este 4 - 3               | Sandanme 20 Oeste 5 - 2                 | Makushita 59 Este 3 - 4                  | Sandanme 8 Este 4 - 3                        | 26 - 16                          |
| 1973           | Makushita 59 Este 4 - 3               | Makushita 51 Este 4 - 3              | Makushita 45 Este 2 - 2 - 3          | Sandanme 2 Oeste 6 - 1                  | Makushita 31 Este 5 - 2                  | Makushita 18 Oeste 3 - 4                     | 24 - 15 - 3                      |
| 1974           | Makushita 25 Oeste 5 - 2              | Makushita 15 Este 4 - 3              | Makushita 11 Este 3 - 4              | Makushita 20 Este 5 - 2                 | Makushita 11 Este 7 - 0                  | Jūryō 12 Este 9 - 6                          | 31 - 17                          |
| 1975           | Jūryō 4 Oeste 6 - 9                   | Jūryō 8 Oeste 8 - 7                  | Jūryō 6 Oeste 9 - 6                  | Jūryō 2 Este 9 - 6                      | Maegashira 12 Este 5 - 10                | Jūryō 4 Este 4 - 8 - 3                       | 41 - 46 - 3                      |
| 1976           | Jūryō 13 Oeste 4 - 11                 | Makushita 7 Este 5 - 2               | Makushita 1 Oeste 4 - 3              | Jūryō 13 Oeste 9 - 6                    | Jūryō 10 Este 8 - 7                      | Jūryō 6 Este 5 - 10                          | 35 - 39                          |
| 1977           | Jūryō 11 Este 8 - 7                   | Jūryō 10 Oeste 10 - 5                | Jūryō 2 Este 5 - 10                  | Jūryō 9 Oeste 8 - 7                     | Jūryō 7 Este 10 - 5                      | Jūryō 1 Este 9 - 6                           | 50 - 40                          |
| 1978           | Maegashira 12 Este 8 - 7              | Maegashira 8 Este 8 - 7              | Maegashira 5 Este 9 - 6              | Komusubi 1 Oeste 5 - 10                 | Maegashira 4 Este 4 - 11                 | Maegashira 10 Oeste 9 - 6                    | 43 - 47                          |
| 1979           | Maegashira 4 Este 5 - 10              | Maegashira 8 Oeste 2 - 6 - 7         | Jūryō 2 Oeste 9 - 4 - 2              | Maegashira 14 Oeste 8 - 7               | Maegashira 10 Este 8 - 7                 | Maegashira 7 Este 7 - 8                      | 39 - 41                          |
| 1980           | Maegashira 8 Este 8 - 7               | Maegashira 3 Este 8 - 7              | Komusubi 1 Oeste 6 - 9               | Maegashira 2 Oeste 9 - 6                | Komusubi 1 Este 10 - 5                   | Sekiwake 1 Este 11 - 4                       | 62 - 28                          |
| 1981           | Sekiwake 1 Este 14 - 1                | Ōzeki 1 Este 11 - 4                  | Ōzeki 1 Este 13 - 2                  | Ōzeki 1 Este 14 - 1                     | Yokozuna 1 Oeste 1 - 2 - 12              | Yokozuna 2 Este 12 - 3                       | 65 - 13 - 12                     |
| 1982           | Yokozuna 1 Este 12 - 3                | Yokozuna 1 Oeste 13 - 2              | Yokozuna 1 Este 13 - 2               | Yokozuna 1 Este 13 - 2                  | Yokozuna 1 Este 10 - 5                   | Yokozuna 1 Este 14 - 1                       | 74 - 26                          |
| 1983           | Yokozuna 1 Este 12 - 3                | Yokozuna 1 Este 15 - 0               | Yokzuna 1 Este 0 - 0 - 15            | Yokozuna 1 Este 13 - 2                  | Yokozuna 1 Este 14 - 1                   | Yokozuna 1 Este 14 - 1                       | 68 - 7 - 15                      |
| 1984           | Yokozuna 1 Este 12 - 3                | Yokozuna 1 Oeste 4 - 4 -7            | Yokozuna 2 Este 11 - 4               | Yokozuna 2 Este 0 - 0 - 15              | Yokozuna 2 Este 10 - 5                   | Yokozuna 1 Este 14 - 1                       | 51 - 17 - 22                     |
| 1985           | Yokozuna 1 Este 15 - 0                | Yokozuna 1 Este 11 - 4               | Yokozuna 1 Este 14 - 1               | Yokozuna 1 Este 11 - 4                  | Yokozuna 1 Este 15 - 0                   | Yokozuna 1 Este 14 - 1                       | 80 - 10                          |
| 1986           | Yokozuna 1 Este 13 - 2                | Yokozuna 1 Este 1 - 2 - 12           | Yokozuna 1 Este 13 - 2               | Yokozuna 1 Este 14 - 1                  | Yokozuna 1 Este 14 - 1                   | Yokozuna 1 Este 13 - 2                       | 68 - 10 - 12                     |
| 1987           | Yokozuna 1 Este 12 - 3                | Yokozuna 1 Este 11 - 4               | Yokozuna 1 Este 10 - 5               | Yokozuna 1 Este 14 - 1                  | Yokozuna 1 Este 9 - 2 - 4                | Yokozuna 1 Este 15 - 0                       | 71 - 15 - 4                      |
| 1988           | Yokozuna 1 Este 12 - 3                | Yokozuna 1 Este 0 - 0 - 15           | Yokozuna 2 Este 14 - 1               | Yokozuna 1 Este 15 - 0                  | Yokozuna 1 Este 15 - 0                   | Yokozuna 1 Este 14 - 1                       | 70 - 5 - 15                      |
| 1989           | Yokozuna 1 Este 11 - 4                | Yokozuna 1 Oeste 14 - 1              | Yokozuna 1 Este 0 - 0 - 15           | Yokozuna 2 Este 12 - 3                  | Yokozuna 1 Oeste 15 - 0                  | Yokozuna 1 Este 13 - 2                       | 65 - 10 - 15                     |
| 1990           | Yokozuna 1 Este 14 - 1                | Yokozuna 1 Este 10 - 5               | Yokozuna 1 Oeste 13 - 2              | Yokozuna 1 Este 12 - 3                  | Yokozuna 1 Este 0 - 0 - 15               | Yokozuna 2 Este 13 - 2                       | 62 - 13 - 15                     |
| 1991           | Yokozuna 1 Este 2 - 1 - 12            | Yokozuna 2 Oeste 0 - 0 - 15          | Yokozuna 2 Oeste 1 - 3 - 11          | ─                                       | ─                                        | ─                                            | 3 - 4 - 38                       |